# Hoogstraten
Pour les articles homonymes, voir David van Hoogstraten, Samuel van Hoogstraten, Willem van Hoogstraten et Hoogstraten VV.
Hoogstraten (Hogstrate en français) est une ville néerlandophone de Belgique située en Région flamande dans la province d'Anvers. La ville se trouve en Campine anversoise à proximité de la frontière des Pays-Bas.
Elle est née de la fusion des anciennes communes d'Hoogstraten, de Meer, de Minderhout, de Wortel et de Meerle
Hoogstraten est le chef-lieu du canton judiciaire et canton électoral de Hoogstraten (nl).

## Géographie

### Sections de la commune
| # | Section     | Superf. (km²) | Habitants (2020) | Habitants par km² | Code INS |
| - | ----------- | ------------- | ---------------- | ----------------- | -------- |
| 1 | Hoogstraten | 13,09         | 8.055            | 615               | 13014A   |
| 2 | Meer        | 38,11         | 3.577            | 94                | 13014C   |
| 3 | Meerle      | 24,66         | 3.645            | 148               | 13014D   |
| 4 | Minderhout  | 16,01         | 4.291            | 268               | 13014B   |
| 5 | Wortel      | 13,53         | 1.826            | 135               | 13014E   |

### Localités
Meersel-Dreef: ce village  a la particularité d'avoir sur son territoire le point le plus septentrional de la Belgique.

### Communes limitrophes
|                   | Bréda (P-B) | Alphen-Chaam (P-B)  |
| Zundert (P-B)     | Hoogstraten | Baerle-Nassau (P-B) |
| Brecht, Westwesel | Rijkevorsel | Merksplas           |

## Héraldique
|  | La ville possède des armoiries qui lui ont été octroyées le 20 octobre 1819, confirmées le 31 décembre 1838 et à nouveau après la fusion des communes le 1er juillet 1986. Elles proviennent des armoiries du conseil local. En 1316, Jan van Cuijck accorda à Hoogstraten un conseil, qui était autorisé à utiliser son propre sceau. Le plus ancien sceau restant date du XVIIe siècle mais est probablement plus ancien. Le sceau montrait déjà le pal avec la couronne. Le pal provient des armoiries de la famille Lalaing, seigneurs de Hoogstraten, de 1506 au début du XVIIIe siècle. Blasonnement : De gueules au pal d'argent. Source du blasonnement : Heraldy of the World. |

## Population et société

### Évènements
Il y a chaque année trois grands évènements culturels à Hoogstraten : la procession du Saint-Sang, qui a lieu un dimanche de juillet ; Begijntjes laat besluit, qui consiste en une compétition de théâtre entre les Gebuurten et qui est faite par les enfants ; enfin, le festival de musique antillaise Antilliaanse Feesten Hoogstraten, festival mondialement renommé et plus grand rassemblement caribéen en Europe après le carnaval de Brixton.

### Sport
- Football: Hoogstraten VV

## Culture et patrimoine

### Lieux et monuments
La petite ville, qui compte près de vingt mille habitants, a quelques monuments prestigieux. Son église Sainte-Catherine (Sint-Katharinakerk), dotée d'un clocher haut de plus de cent mètres, est comparable à une cathédrale. On y trouve également un château qui s'appelle « Château Gelmel » (également connu sous le nom de château de Hoogstraten), ancienne résidence des comtes d'Hoogstraten, qui est utilisé comme Centre pénitentiaire école pour détenus en voie de réinsertion sociale, non ouvert au public. Il y a aussi un moulin à vent et un moulin à eau qui datent du XVIe siècle.

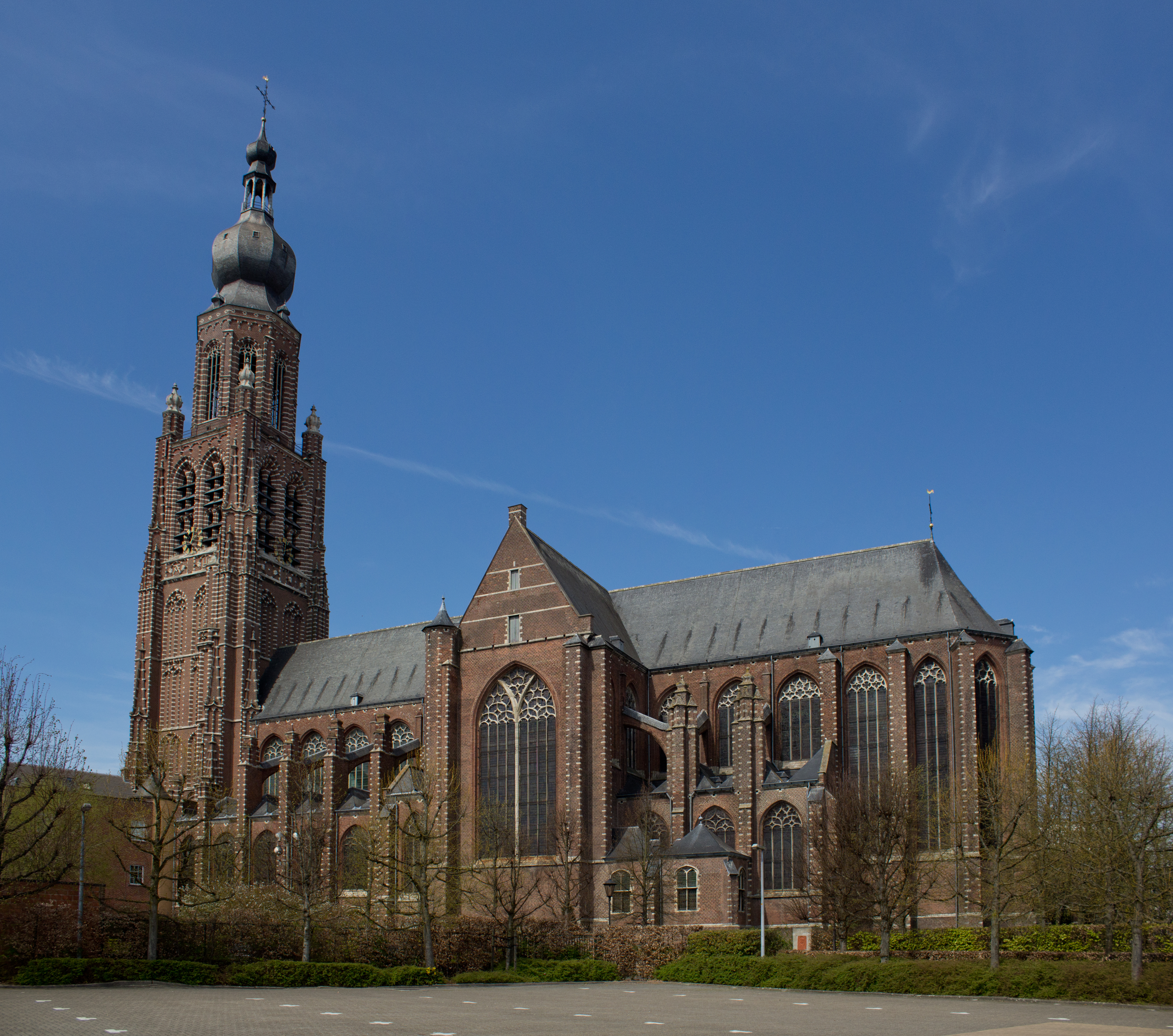
L'église Sainte-Catherine.
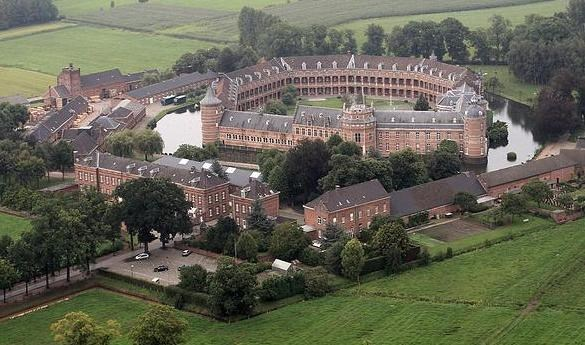
Le château de Hoogstraten, aujourd'hui centre pénitentiaire école.
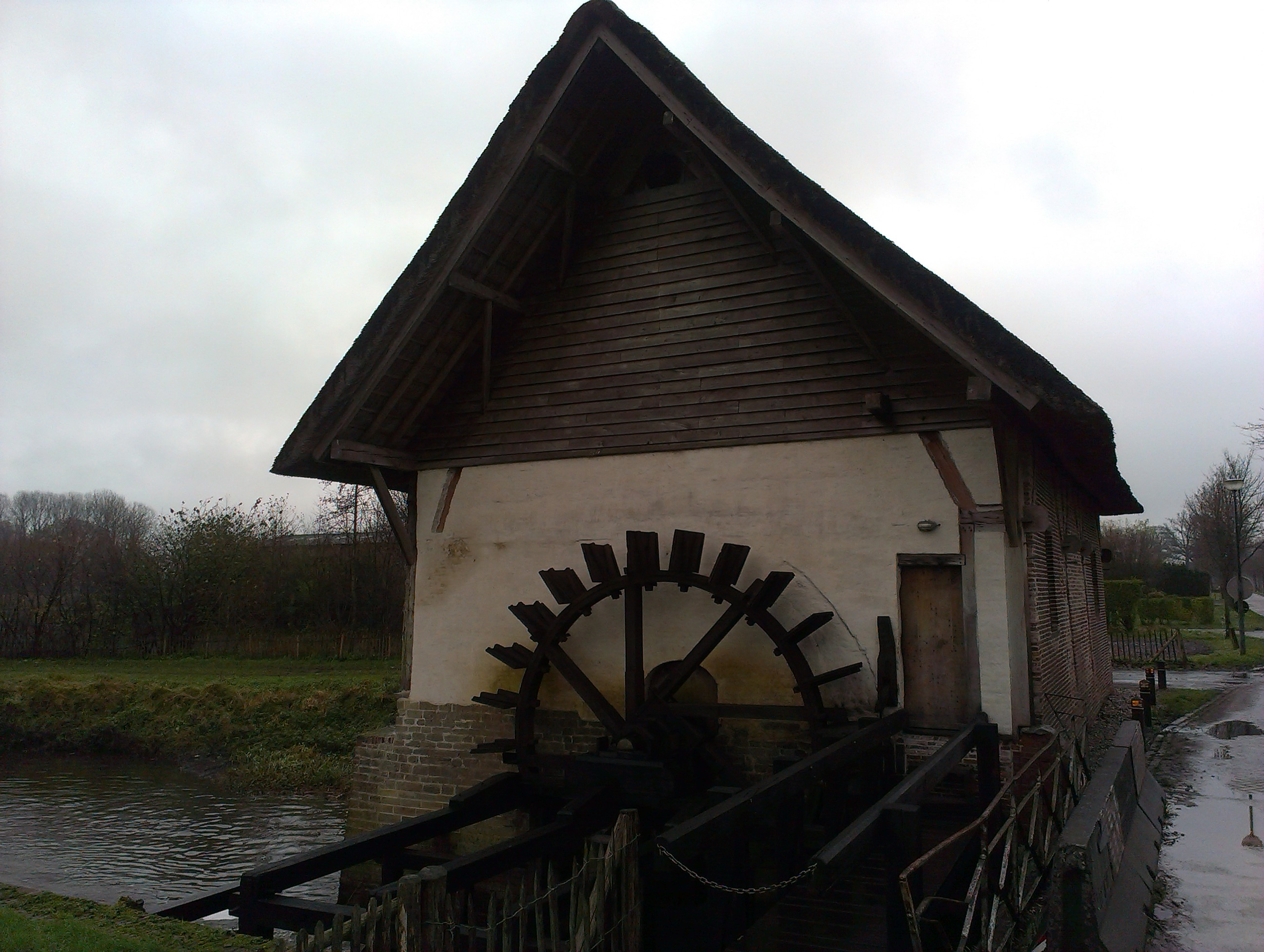
Le moulin à eau De Laermolen sur la Mark.
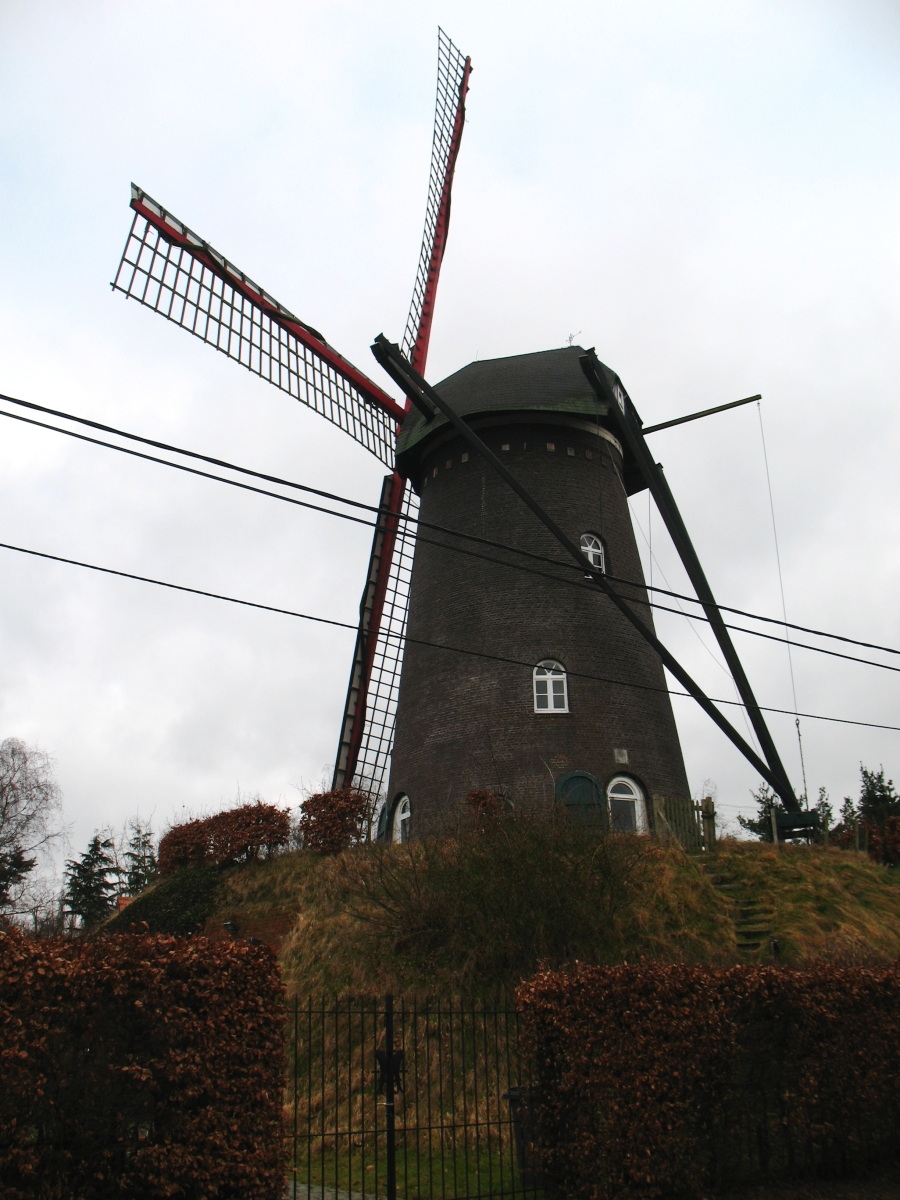
Le moulin à vent Salm-Salm Molen.
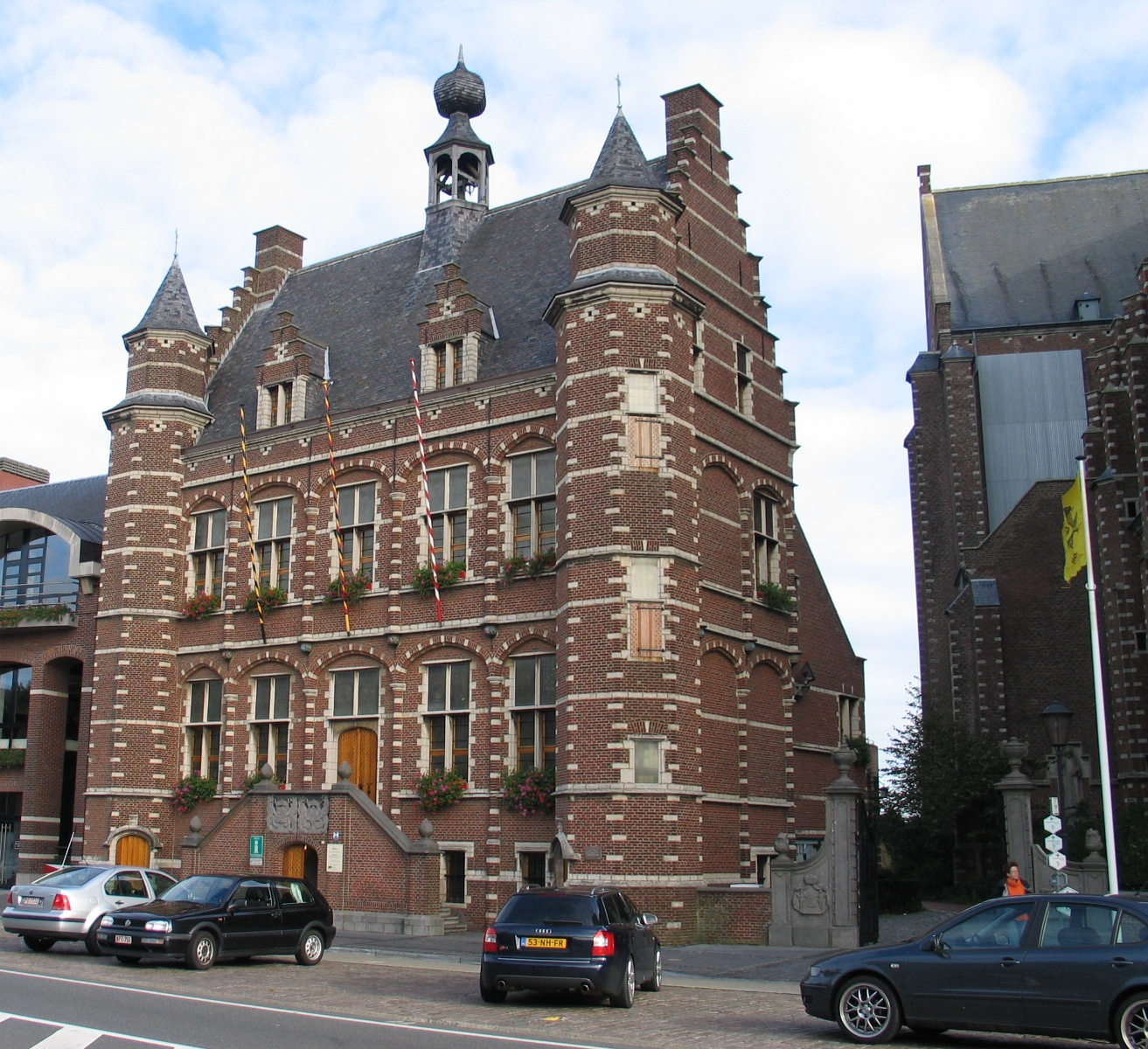
La mairie d'Hoogstraten.

### Béguinage
Le béguinage d'Hoogstraten fait partie des treize béguinages flamands classés en 1998 au Patrimoine mondial.
Il faut venir tôt le matin pour goûter la sérénité de ce béguinage du XVIIe siècle, dont les maisonnettes en briques rouges se blottissent autour d'une église baroque.
Les églises des béguinages recèlent parfois des trésors artistiques. Ainsi, celle de Hoogstraten, de style baroque, s'orne de magnifiques vitraux représentant des saints. À l'image de ceux-ci, chacune des maisons alentour porte le nom d'un patron. Pour préserver cet héritage, des habitants de Hoogstraten ont créé, en 1991, une association et restauré l'ensemble des bâtiments.

### Colonie de Bienfaisance
L'ancienne colonie de bienfaisance de Wortel (village de la commune) est, depuis 2021, classée au patrimoine mondiale de l'Unesco

## Démographie

### Évolution démographique: Avant la fusion des communes
- Sources : INS, Rem. : 1831 jusqu'en 1970 = recensements, 1976 = nombre d'habitants au 31 décembre[4].

### Évolution démographique: Commune fusionnée
Graphe de l'évolution de la population de la commune (la commune d'Hoogstraten étant  , les données ci-après intègrent les cinq communes dans les données avant 1977).
- Source : Statbel - Remarque: 1806 jusqu'à 1981=recensement; depuis 1990=nombre d'habitants chaque 1er janvier[5]